# 山口玄洞
山口 玄洞（やまぐち げんどう、文久3年10月10日（1863年11月20日） - 1937年（昭和12年）1月10日）は、日本の実業家・帝国議会議員・慈善家。広島県尾道市出身。大阪府平民。大阪府多額納税者。（株）山口玄創業者。尾道市名誉市民。関西や尾道の公共事業や慈善事業、寺社に寄付した。

## 来歴
文久3年（1863年）、備後国尾道久保町（現広島県尾道市久保2丁目）で医業を営んでいた山口寿安の長男として生まれる。幼名は謙一郎。山口家は尾道に土着して以降代々医業と副業で醤油販売業を行なっていた。
明治4年（1871年）9歳の時に父により愛媛岩城島にあった漢学塾「知新館」に学びに出されるも、在塾中の明治10年（1877年）15歳の時に父が急死したため退塾し尾道へ戻る。そこからは学業を諦め、家計を支えるため尾道で行商を始めることになる。明治11年（1878年）、大阪心斎橋筋にあった洋反物店「土居善」へ丁稚奉公に出る。呼び名は清助。その仕事ぶりから店主に信頼を受けたものの、明治14年（1881年）土居善は倒産し閉店することになった。そこで取引先との縁で一旦鳥取を拠点に商いを始める。
明治15年（1882年）、大阪伏見町（現中央区）で洋反物仲買「山口商店」を独立開業する。次第に経営を軌道に乗せると、尾道から母と弟妹4人を大阪に呼び寄せる。当初は輸入織物のモスリンを扱っていなかったが、苦労と幸運が重なり神戸のイリス商館の輸入モスリンを独占販売できることとなり、更に営業規模を拡大していく。日清戦争では軍需品として洋反物は更に売れた。
明治29年（1896年）34歳の時、山口家四代目として正式に家名を継ぐこととなり「玄洞」の名を襲名した。
明治37年（1904年）、多額納税者となったことから貴族院多額納税者議員で互選され、同年9月29日に就任し、明治39年（1906年）8月23日に辞任した。
日露戦争以降には国内製織の海外への輸出もするようになると、更に業績を伸ばす。また三十四銀行取締役、大阪織物同業組合初代組長、共同火災監査役、など歴任し、泉尾土地会社・尼崎紡績および大日本紡績（現ユニチカ）・毛斯倫紡績・大阪商事などで重役としても活躍した。大正元年（1912年）、業務拡大に伴い現在の大阪備後町に店舗を新築する。業務拡大したことにより時々不眠症にもなってしまったため、大正6年（1917年）56歳で実業家としては引退し、店を株式会社化し社業を幹部に一任するようになった。
引退後は時折助言はするものの社業にタッチすることなく京都の本邸で静養生活に入り、また信仰に没頭し後述のように資産の多くを寄付に使う。数寄者としても過ごし表千家後援者としても活躍した。
昭和12年（1937年）死去。墓は大徳寺塔頭龍翔寺と、死の数カ月後に分骨された故郷尾道の西國寺。遺誡は「人間は努力次第で何事も成就しないことはない。怒れる竜の口中の玉でも容易にとることができる」であった。昭和42年（1967年）『尾道市名誉市民条例』が定められた時、尾道市上水道に対する多大な寄与が主な理由で、平山角左衛門、三木半左衛門と共に名誉市民に選ばれた（後に小林和作が加わる）。

## 栄典
- 1928年（昭和3年）11月10日 - 勲三等瑞宝章[14]

## 寄付
玄洞は大阪で財をなしたころから、その多くを関西や尾道の公共事業や慈善事業、寺社に寄付した。大正・昭和における寄付金王とまで言われている。記録に残る主なものだけでも147件の寄付・寄進をしている。建設には安井楢次郎技師を顧問に迎え、新築だけでも100件ほどある。
初期は特に教育関係、ついで病院・水道などの社会事業関係、そして災害の義捐関係が目につき、その他軍関係にも僅かながら寄付をしている。その後京都に隠居し、仏教を篤く信仰するようになると、次第に寺社への寄進にのめり込んでいく。ひと度伽藍寄進の評判がたつと、玄洞のもとには伝手を辿って嘆願が殺到した。そこで玄洞は、寄進するにあたってその寺が、由緒正しい寺である事、景勝の地にある事、住職の人品が優れている事、の3つを条件にしたという。景勝地が条件に挙げられているのは、玄洞が大衆を教化する一つの方法として、悪人でも襟を正すような聖地に美しい伽藍を作り境地説法するのが効果的だと考えていたためである。
その金額は、育英・慈善関係で二百数十万、寺社関係では三百万を優に超えることから、総額は五百数十万円にものぼる。玄洞のこうした常軌を逸した寄付をする精神的背景には、『碧巌録』にある「無功徳の精神」があったとも言われる。世間では富豪の道楽と見る向きも少なくなかったが、玄洞はこれを聞くと、「人は脂汗をしぼって資産を作ったが、自分は血の汗をしぼったのであるから、よもや道楽や名利のために寄附することはできない。ただ、信仰の道に入って、寺院の前途を考えるとき、やむにやまれぬ気持ちから寄進するのだ」と語ったという。
以下は主だった寄付を列挙する（単位は円）。
- 1901年 - 尾道市女子高等小学校新設資金1万、西國寺水家建立
- 1902年 - 大阪市船場小学校新築費用1千
- 1908年 - 日本赤十字社1.8千
- 1910年 - 早稲田大学基本金2.5千
- 1916年 - 慶應義塾医科学科設立資金1千
- 1918年
  - 米騒動に際して大阪市2万・京都市5千
  - 兵庫県を中心とした暴風雨被害義援金1千
  - 山口厚生病院（後の大阪大学医学部山口病館）設立資金100万
- 1920年
  - 京都帝国大学に山口奨学資金3万
  - 尾道市実業補習学校設立および経営基金13万
- 1922年
  - 尾道商業実務学校基金5万
  - 尾道市上水道（久山田ダム・長江浄水場）布設資金103万5千
  - 比叡山松禅院本堂改修・庫裏新築
  - 知恩寺修道院本堂・表門新築
- 1923年
  - 関東大震災救援金1万
  - 方広寺三重塔・大客殿新築
- 1924年
  - 広島県片山病撲滅組合1千
  - 山口仏教会館新築・別に維持費30万
- 1925年
  - 龍翔寺（大徳寺別院）本堂・禅堂・庫裏・茶室・待者料・表門など新築
  - 延暦寺横川に多宝塔新築
- 1927年
  - 北丹後地震義援金1千
  - 佛通寺多宝塔新築・十一面観音像奉納・聖観音像建立
  - 京極幼稚園改修1千
  - 京都府立京都第一高等女学校図書館1千
- 1930年 - 醍醐寺大伝法院すべてを新築
- 1931年 - 大阪帝国大学微生物病研究所設立基金20万
- 1933年 - 大阪帝国大学微生物研究会基金5万
- 1934年
  - 函館大火義援金1千
  - 神護寺金堂・多宝塔・龍王神堂新築

## 記念碑など
- 尾道市上水道を寄付金によりほとんど整備したことから、尾道には玄洞の記念碑がいくつかある。例えば久山田ダムのダム湖畔の記念碑や、観光名所文学のこみちには座右の銘を刻まれた文学碑も作られている。
- 京都の旧宅はドミニコ修道会聖トマス学院京都修道院として現存している。

## 親族
- 養子 山口左仲（寄生虫学者）[20]
- 養弟 山口嘉蔵（実業家・衆議院議員。先代養子、妹ます夫。）[21]

## 参考資料
- 『大阪現代人名辞書』文明社、1913年。
- 『貴族院要覧（丙）』昭和21年12月増訂、貴族院事務局、1947年。
- 宮本又次「山口玄洞のことどもと公共奉仕」『大阪大学史紀要』第2号、大阪大学五十年史資料・編集室、1982年5月、5-12頁、ISSN 0389-7621、NAID 120004844079、NCID AN00331005、2021年5月1日閲覧。
- 日本経済新聞社、尾道市立美術館 編『日本名宝の旅・尾道 山口玄洞ゆかりの寺院と茶道名宝展』尾道市立美術館、1988年。
- “尾道企業家列伝④ 山口玄洞”.   尾道市東京事務所 (2011年3月1日). 2013年4月21日閲覧。

## 関連資料
- 黒田日出男『国宝神護寺三像とは何か』角川学芸出版〈角川選書〉、2012年6月、97-106頁。ISBN 978-4-04-703509-6。